# Mount Leval
Mount Leval är ett berg i Kanada.   Det ligger i provinsen Alberta, i den centrala delen av landet, 3 000 km väster om huvudstaden Ottawa. Toppen på Mount Leval är 2 733 meter över havet.
Terrängen runt Mount Leval är bergig söderut, men norrut är den kuperad.Trakten runt Mount Leval är nära nog obefolkad, med mindre än två invånare per kvadratkilometer.. Det finns inga samhällen i närheten. 
Trakten runt Mount Leval består i huvudsak av gräsmarker.